# Константин Константинеску-Клапс
Константин Константинеску-Клапс (рум. Constantin Constantinescu-Claps; *20 лютого 1884, Бесені, Румунія — †1961) — румунський військовий діяч, корпусний генерал (1942).

## Біографія
Народився 20 лютого 1884 в місті Бесені в Румунії.
Військову службу розпочав у 12-му артилерійському полку. У 1905 отримав звання молодшого лейтенанта, з 1909 — лейтенант.
Взяв участь у Другій Балканській війні в 1913. У тому ж році став капітаном.
Був учасником Першої світової війни, зокрема, разом з 12-м полком брав участь в операції у Трансильванії в 1916, був нагороджений орденом Корони Румунії з Лицарським хрестом, в 1917 отримав звання майора.
З 1919 — підполковник. У 1925 був підвищений до звання полковника. Служив командиром 4-го полку важкої артилерії (лютий 1925 — липень 1933), 7-ї артилерійської бригади (серпень 1933 — березень 1935), 12-ї піхотної дивізії (листопад 1937 — жовтень 1939).
З жовтня 1939 по листопад 1941 — командувач 10-ї і 11-ї армій. Під час приєднання Бессарабії і Північної Буковини до СССР забезпечив відступ 10-го армійського корпусу в Північній Буковині.
На початку Другої світової війни брав участь в боях біля Прута. Після виходу румунських військ на південь від Бессарабії керував захистом узбережжя Дністра в Вадул-луй-Воде.
Командувач 4-ю армією (листопад 1941 — лютий 1943). Був знятий з командування і звільнений в відставку 24 січня 1944 у зв'язку з тяжкою поразкою 4-ї румунської армії під Сталінградом.
Після війни, 19 вересня 1951 був заарештований за сфабрикованою справою і засуджений до 15 років тюремного ув'язнення. Виправданий і звільнений 26 вересня 1955.